# Цулікана
Цулікана (рос. Цуликана) — село Акушинського району, Дагестану Росії. Входить до складу муніципального утворення Сільрада Шуктинська.
Населення — 261 (2010).

## Населення
За даними перепису населення 2002 року в селі мешкало 385 осіб. У тому числі 165 (42,86 %) чоловіків та 220 (57,14 %) жінок.
Переважна більшість мешканців — лакці (99 % усіх мешканців). У селі переважає лакська мова.
У 1959 році в селі проживало 315 осіб.